# Iujne, Sofiivka
Iujne (în ucraineană Южне) este un sat în comuna Perșe Travnea din raionul Sofiivka, regiunea Dnipropetrovsk, Ucraina.

## Demografie
Componența lingvistică a localității Iujne
     Ucraineană (100%)
Conform recensământului din 2001, toată populația localității Iujne era vorbitoare de ucraineană (100%).